# Dawn of Demise
Dawn of Demise er et silkeborgensisk dødsmetalband som blev dannet i 2004. Det består i dag af Scott Jensen (Vokal), Martin Sørensen (Guitar), Thomas Egede (Guitar), Bjørn Jensen (Bas) og Bastian Thusgaard (Trommer).
2005-2007:
Bandet udgiver i Marts 2006 deres demo "...And Blood Will Flow" og optræder med kendte internationale bands såsom Suffocation, Deicide og Nile. I 2007 modtager de prisen som "Årets Liveband" ved Danish Metal Awards (DMeA). Debutalbummet "Hate Takes Its Form" indspilles i September 2007, hvorefter Jakob Nyholm skifter til Hatesphere.
2008:
De hverver Alexander Kjeldsen som ny rytmeguitarist og "Hate Takes Its Form" udgives af amerikanske Deepsend Records i Januar måned. Senere på året dropper de Alexander og går som en 4-mands gruppe i studiet og indspiller deres Ep "Lacerated". I September måned hverver bandet rytmeguitarist Thomas Egede og "Lacerated" udgives i December, igen af amerikanske Deepsend Records.
2009:
I Juni spiller Dawn Of Demise i et fyldt Avalon-telt på årets Roskilde Festival og går efterfølgende i gang med indspilningen af deres andet – da unavngivne – album hos CB-Studios, Holsted. Dawn Of Demise bliver inviteret med som special guests på MTVs Headbangers Ball Tour i September/Oktober 2009 hvor de spillede for over 3.000 mennesker i 10 danske byer sammen med Illdisposed og Hatesphere.
2010-Nu:
I Januar 2010 udgiver Deepsend Records Dawn Of Demise's andet album "A Force Unstoppable" og bandet optager efterfølgende en musikvideo for nummeret "Juggernaut" som 2. Marts bliver lagt ud på Youtube.
Dawn Of Demise tager på DK-tour i April/Maj 2010 med The Cleansing.
I starten af 2011 smed Dawn of Demise trommeslageren Kim Jensen ud af bandet af hidtil ukendte årsager. Trommeslageren Simon Blaabjerg afløste Kim Jensen. I 2013 skiftede Dawn of Demise Simon ud med Bastian Thusgaard som stadig spiller for bandet.

## Medlemmer
- Scott Jensen – Vokal (2004 -)
- Martin Sørensen – Guitar (2004 -)
- Astór Kristian Palsson  – Guitar ( – )
- Bjørn Jensen – Bas (2004 -)
- Simon Blaabjerg – Trommer (2011 -)

## Diskografi

### Demoer
- .. And Blood Will Flow (Februar 2006)

### EPer
- Lacerated EP (December 2008)

### Studiealbum
- Hate Takes Its Form (Januar 2008)
- A Force Unstoppable (Januar 2010)
- Rejoice In Vengeance (Juni 2012)
- The Suffering (2016)

## Videografi
| Year | Title                       | Director      |
| ---- | --------------------------- | ------------- |
| 2008 | "Hate Takes It's Form"      | Division 666  |
| 2008 | "Extinction Seems Imminent" | Division 666  |
| 2010 | "Juggernaut"                | Anton Iversen |
| 2012 | "Rejoice In Vengeance"      | Hans Asmussen |
| 2012 | "We Drink To Your Demise"   | Hans Asmussen |